# Kratka osnova horvatsko-slavenskoga pravopisaňa
Kratka osnova horvatsko-slavenskoga pravopisaňa, poleg mudroľubneh, narodneh i prigospodarneh temeľov i znokov je pravopisno in črkopisno delo Ljudevita Gaja, tiskano v Budimu leta 1830. Je dvojezično delo, zapisano v hrvaškem in nemškem jeziku, ter ponuja črkovanje po modelu Jana Husa in češki abecedi.

## Gajevaabeceda
| Črka | IPA             | Črka | IPA             |
| ---- | --------------- | ---- | --------------- |
| A, a | /a/             | Ľ, ľ | /ʎ/             |
| B, b | /b/             | M, m | /m/             |
| C, c | /ts/            | N, n | /n/             |
| Č, č | /tʃ/            | Ň, ň | /ɲ/             |
| D, d | /d/             | O, o | /ɔ/, /o/        |
| Ď, ď | /dʒ/, /dʑ/, /ɟ/ | P, p | /p/             |
| E, e | /ɛ/, /e/, /ə/   | R, r | /r/             |
| F, f | /f/             | S, s | /s/             |
| G, g | /g/             | Š, š | /ʃ/             |
| Ǧ, ǧ | /dʒ/, /dʑ/      | T, t | /t/             |
| H, h | /x/             | Ť, ť | /tʃ/, /tɕ/, /c/ |
| I, i | /i/             | U, u | /u/             |
| J, j | /j/             | V, v | /ʋ/             |
| K, k | /k/             | Z, z | /z/             |
| L, l | /l/, /w/        | Ž, ž | /ʒ/             |

Kasnejše je Ljudevit Gaj radi kompromisne politike odustal ob svoje abecede in črkopisnja za hrvaščino katere je najboljše dosegalo ideal Pavela Vitezovića (jeden grafem za jeden fonem) inspiriran hrvaškim glagoliškim pismom, potem je razvil Ilirsko abecedo, ke je bila temelj za danešjo hrvaško in slovensko abecedo.